# Lost Isles
Lost Isles — дебютний студійний альбом британського металкор-гурту Oceans Ate Alaska, випущений 24 лютого 2015 року, лейблом Fearless Records.

## Список композицій
Автор музики Oceans Ate Alaska. 
| #     | Назва                 | Тривалість |
| ----- | --------------------- | ---------- |
| 1.    | «Fourthirtytwo»       | 1:30       |
| 2.    | «Blood Brothers»      | 3:34       |
| 3.    | «High Horse»          | 2:46       |
| 4.    | «Vultures and Sharks» | 3:31       |
| 5.    | «Downsides»           | 3:38       |
| 6.    | «Floorboards»         | 3:55       |
| 7.    | «Linger»              | 4:10       |
| 8.    | «Equinox (Interlude)» | 1:31       |
| 9.    | «Part of Something»   | 3:03       |
| 10.   | «Over the Edge»       | 2:59       |
| 11.   | «Entity»              | 3:35       |
| 12.   | «Lost Isles»          | 3:35       |
| 13.   | «Mirage»              | 6:13       |
| 41:20 |                       |            |

## Учасники запису
Oceans Ate Alaska
- Джеймс Гаррісон — вокал
- Адам Зиткєвіч — гітара
- Джеймс Кеннеді — гітара
- Кріс Тернер — ударні
- Майк Стентон — бас-гітара

Продюсування
- Джош Вікмен — зведення та мастеринг
- Кріс Тернер — звукозапис

## Чарти
| Чарт (2015)                     | Найвища позиція |
| ------------------------------- | --------------- |
| США Top Rock Albums (Billboard) | 30              |